# Риківська сільська рада (Сколівський район)
Риківська сільська рада — колишній орган місцевого самоврядування у Сколівському районі Львівської області. Адміністративний центр — село Риків.

## Загальні відомості
Риківська сільська рада утворена в 1944 році. Територією ради протікає річка Укірник.

## Населені пункти
Сільській раді підпорядковані населені пункти:
- с. Риків

## Склад ради
Рада складається з 12 депутатів та голови.

### Керівний склад попередніх скликань
| ПІБ                          | Основні відомості                                                             | Дата обрання | Дата звільнення |
| ---------------------------- | ----------------------------------------------------------------------------- | ------------ | --------------- |
| Барнінець Михайло Васильович | Сільський голова, 1958 року народження, безпартійний                          | 26.03.2006   | 31.10.2010      |
| Зеленевич Ігор Миколайович   | Сільський голова, 1970 року народження, освіта середня загальна, безпартійний | 31.10.2010   |                 |

Примітка: таблиця складена за даними джерела

## Населення
За переписом населення України 2001 року в селі мешкали 334 особи. 100 % населення вказало своєю рідною мовою українську мову.